# Pascale Alajouanine
Pour les articles homonymes, voir Alajouanine.
Pascale Alajouanine, née le 23 avril 1955 à Hazebrouck, est une championne de voltige aérienne.

## Biographie
Incitée par son mari, Régis Alajouanine, lui-même pilote, voltigeur et créateur de l'Amicale de voltige de Saint-Cyr-l'École, c'est à 27 ans qu'elle prend ses premières leçons de pilotage avec Fernand Digeon, médecin ORL et instructeur bénévole. Elle obtient son brevet en septembre 1982. Pendant les trois années qui suivent, elle vole peu, une quinzaine d'heures par an, mais prend beaucoup de plaisir à la réalisation des figures acrobatiques.
En 1985, elle aborde sérieusement la compétition et volant sur un Cap 10 avec l'équipe de l'Amicale, obtient très vite de bons résultats : seconde de la Coupe Espoirs en 1985, troisième de la Coupe Desavois en 1987. En 1989, elle devient championne de France biplace.
Encouragée et aidée par des sponsors qui lui fournissent un Cap 231 puis un Cap 232, appareils plus performants, elle peut désormais aborder les compétitions internationales. Championne de France de voltige sur biplace en 1991, championne du monde par équipe en 1994, elle est sacrée championne de France en individuel à Montluçon en 1995 et cette même année championne d'Europe en République tchèque. Puis, après de nombreuses médailles dans les différents programmes de compétitions internationales et de nouveaux titres de championne de France (1996, 2000 et 2001), elle réalise un nouveau doublé en 2002 : championne de France à Bordeaux et championne d'Europe en Lituanie. Un nouveau titre de championne de France en 2004 à Jonzac réalimente sa motivation et elle est sacrée en juin 2005 vice-championne du Monde en programme libre en Espagne. Elle affectionne particulièrement les programmes libres mais aussi inconnus (disputés sans entraînement et donnés quelques heures avant l'épreuve), logique pour une femme éprise de liberté et de sensations fortes.
Mais en août 2005, les Cap 231 et Cap 232 sont interdits de vol par la DGAC et c'est seulement en juin 2006, après quelques modifications techniques, que ces appareils peuvent revoler, il est trop tard cependant pour préparer une compétition internationale. Pascale profite de cette interruption pour obtenir un nouveau diplôme d'optique, dont elle a fait son métier et qu'elle a toujours exercé en parallèle de sa carrière de sportive de haut niveau, avec quatorze sélections dans l'équipe de France de voltige aérienne.
Pascale Alajouanine continue de participer à de nombreux meetings aériens, pour le plaisir du public, et parce que sa belle aventure de pilote se poursuit dans la convivialité de ces rendez-vous et sa recherche de qualité dans les échanges humains.